# Haliplus lineolatus
Haliplus lineolatus is een keversoort uit de familie watertreders (Haliplidae). De wetenschappelijke naam van de soort is voor het eerst geldig gepubliceerd in 1844 door Carl Gustaf Mannerheim.